# Charlton Nyirenda
Yona Walesi (ur. 29 sierpnia 1988) – malawijski pływak specjalizujący się w stylu dowolnym.
Brał udział w pływaniu na 50 metrów stylem dowolnym na Letnich Igrzyskach Olimpijskich 2008, zajmując 80. miejsce.